# Pierce (Nebraska)
Pierce település az Amerikai Egyesült Államok Nebraska államában, Pierce megyében, melynek megyeszékhelye is. Lakosainak száma 1845 fő (2020. április 1.).

## Népesség
A település népességének változása:

| 2010 | 1 767 |
| 2020 | 1 845 |